# Tocumwal
Tocumwal är en ort i Australien. Den ligger i kommunen Berrigan och delstaten New South Wales, i den sydöstra delen av landet, omkring 560 kilometer sydväst om delstatshuvudstaden Sydney. Tocumwal ligger 114 meter över havet och antalet invånare är 1 527. Den ligger vid sjön Whites Lagoon.
Runt Tocumwal är det mycket glesbefolkat, med 4 invånare per kvadratkilometer.. Närmaste större samhälle är Finley, omkring 18 kilometer norr om Tocumwal. 
Trakten runt Tocumwal består till största delen av jordbruksmark. Genomsnittlig årsnederbörd är 633 millimeter. Den regnigaste månaden är februari, med i genomsnitt 80 mm nederbörd, och den torraste är november, med 32 mm nederbörd.